# Groupe TF1
Groupe TF1 — французький медіахолдинг, утворений в 1987 році після приватизації найбільшого телеканалу Франції TF1.

## Діючі телеканали
- TF1, найпопулярніший канал Франції, один з найбільших каналів у Європі.
- LCI
- TMC
- TFX
- TF1 Séries Films
- Histoire TV
- TV Breizh
- Ushuaïa TV
- serieclub — доля 50 % з Groupe M6.

### Продані канали
- AB Groupe — група тематичних каналів створена 1977 року, продана компанії Mediawan у 2017 році.
- Eurosport — група спортивних каналів 1898 році, продана в компанії Discovery Communications у 2015 році.
- France 24 — інформаційний канал, проданий компанії France Médias Monde у 2008 році.
- Pink TV — канал для створений в 2004 році, проданий у 2007 році.

### Закриті канали
- JET закритий у 2007 році.
- Tfou TV закритий у 2008 році.
- Odyssée потім Stylia закритий у 2014 році.
- TF6 закритий у 2014 році.

1. 1 2  SIRENE
2. ↑  https://www.euronext.com/fr/search_instruments/TF1?type=Stock